# Lou Costello

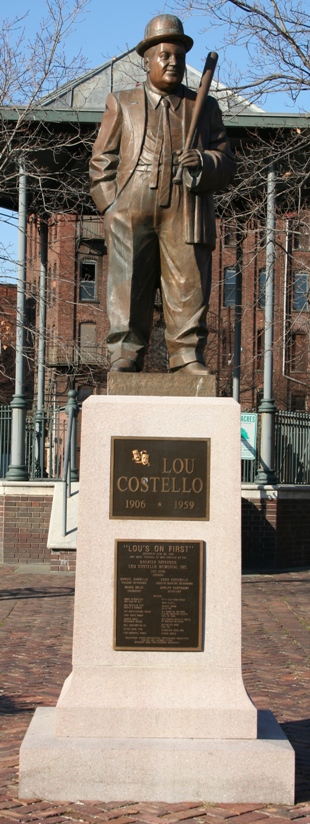
Staty föreställande Lou Costello.

Lou Costello, egentligen Louis Francis Cristillo, född 6 mars 1906 i Paterson, New Jersey, död 3 mars 1959 i Los Angeles, Kalifornien, var en amerikansk skådespelare och komiker, känd från såväl film, radio och TV. Costello uppträdde perioden 1935–1957 tillsammans med Bud Abbott som komikerparet Abbott och Costello. Paret medverkade bland annat i filmer som Akta're för spöken (1941), Ursäkta skynket (1942), Förlåt, att jag spökar (1946), Huuu! Så hemskt (1948) och På grön kvist (1952). Den enda film Costello gjorde utan sin parhäst är Sidney Millers The 30 Foot Bride of Candy Rock från 1959.
Lou Costello (liksom Abbott) är en av 33 personer inom nöjesbranschen som har tre eller flera stjärnor på Hollywood Walk of Fame.